# Supercopa de España de waterpolo
La Supercopa de España de waterpolo masculino es una competición de waterpolo entre clubes españoles que se disputa a un solo partido, entre el equipo ganador de la liga y el ganador de la copa de la temporada anterior. Está organizada por la Real Federación Española de Natación.

## Historial
| Ed.   | Temporada | Campeón             | Res.  | Subcampeón             | Sede          |
| ----- | --------- | ------------------- | ----- | ---------------------- | ------------- |
| I     | 2001      | Atlètic Barceloneta | 8–6   | Real Canoe N.C         | Zaragoza      |
| II    | 2002      | CN Sabadell         | 6–4   | Club Natació Barcelona | Barcelona     |
| III   | 2003      | Atlètic Barceloneta | 13–9  | Club Natació Barcelona | Zaragoza      |
| IV    | 2004      | Atlètic Barceloneta | 6–5   | Club Natació Barcelona | Barcelona     |
| V     | 2005      | CN Sabadell         | 8–5   | Club Natació Barcelona | Barcelona     |
| VI    | 2006      | Atlètic Barceloneta | 14–8  | CN Sabadell            | Barcelona     |
| VII   | 2007      | Atlètic Barceloneta | 14–5  | CN Terrasa             | Manresa       |
| VIII  | 2008      | Atlètic Barceloneta | 17–6  | CN Sant Andreu         | Barcelona     |
| IX    | 2009      | Atlètic Barceloneta | 11–4  | CN Terrasa             | Tarrasa       |
| X     | 2010      | Atlètic Barceloneta | 11–7  | CN Sabadell            | Barcelona     |
| XI    | 2011      | Atlètic Barceloneta | 14–6  | Club Natació Barcelona | Molins de Rey |
| XII   | 2012      | CN Sabadell         | 9–7   | Atlètic Barceloneta    | Sabadell      |
| XIII  | 2013      | Atlètic Barceloneta | 14–7  | Real Canoe – Isostar   | Barcelona     |
| XIV   | 2014      | CN Sant Andreu      | 13–12 | Atlètic Barceloneta    | Barcelona     |
| XV    | 2015      | Atlètic Barceloneta | 12–9  | CE Mediterrani         | Sabadell      |
| XVI   | 2016      | Atlètic Barceloneta | 12–5  | CN Sabadell            | Tarrasa       |
| XVII  | 2017      | Atlètic Barceloneta | 9–4   | CN Terrasa             | Barcelona     |
| XVIII | 2018      | Atlètic Barceloneta | 13–6  | CN Terrasa             | Barcelona     |
| XIX   | 2019      | Atlètic Barceloneta | 19–8  | CE Mediterrani         | Tarrasa       |
| XX    | 2020      | CN Sabadell         | 10–9  | CN Barcelona           | Sabadell      |
| XXI   | 2021      | Atlètic Barceloneta | 11–8  | CN Barcelona           | Barcelona     |
| XXII  | 2022      | Atlètic Barceloneta | 8–7   | CN Sabadell            | Sabadell      |
| XXIII | 2023      | Atlètic Barceloneta | 10–5  | CN Sabadell            | Barcelona     |
| XXIV  | 2024      | Atlètic Barceloneta | 15–8  | CN Sabadell            | Barcelona     |

## Palmarés
| Club                   | Títulos | Subtítulos | Años campeonatos                                                                                                 |
| ---------------------- | ------- | ---------- | --- |
| Atlètic Barceloneta    | 19      | 2          | 2001, 2003, 2004, 2006, 2007, 2008, 2009, 2010, 2011, 2013, 2015, 2016, 2017, 2018, 2019, 2021, 2022, 2023, 2024 |
| CN Sabadell            | 4       | 6          | 2002, 2005, 2012, 2020                                                                                           |
| CN Sant Andreu         | 1       | 1          | 2014 |
| Club Natació Barcelona | 0       | 7          | |
| CN Terrasa             | 0       | 4          | |
| CE Mediterrani         | 0       | 2          | |
| Real Canoe N.C         | 0       | 2          | |